# A Szovjetunióba hurcolt magyar politikai rabok és kényszermunkások emléknapja
A magyar Országgyűlés 2012. május 21-én a Szovjetunióba hurcolt magyar politikai rabok és kényszermunkások emléknapjává nyilvánította november 25-ét. Azért ezt a napot választották, mert 1953-ban ezen a napon érkezett vissza Magyarországra a Gulag-lágerekből szabadon bocsátott rabok első csoportja. A Magyarországon fogságba vetett, „kis munkára” összegyűjtött polgári személyek nagy részét hadifogolyként, míg kisebb részüket internáltként hurcolták el a szovjet fegyveres erők.

## Az országgyűlési határozat
A Szovjetunióban Volt Magyar Politikai Rabok és Kényszermunkások szervezetének (Szorakész) elnöke, Menczer Erzsébet képviselő javaslatára elfogadott határozat kimondja, hogy a Parlament 

- méltóképpen kíván megemlékezni arról a mintegy 800 ezer magyar honfitársunkról, akiket 1944 őszétől kezdve hadifogolyként vagy internáltként a Szovjetunióba hurcoltak több éves kényszermunkára, vagy a II. világháborút követően a folyamatosan kiépülő kommunista diktatúrában a magyar hatóságok hathatós közreműködésével koholt vádak alapján 5–25 évre száműztek a Gulag rabtelepeire;
- tisztelettel adózik mindazok előtt, akik életüket adták a hazáért, magyarságukért, származásuk miatt, politikai, vallási meggyőződésükért, illetve akik emberi és polgári jogaiktól megfosztva idegen földön, hazájuktól több ezer kilométerre, embertelen, megalázó körülmények között fogságot szenvedve végeztek kényszermunkát

Az Országgyűlés a határozattal felkéri a központi államigazgatási szerveket, az oktatási intézményeket, az egyházakat, a civilszervezeteket, valamint a közszolgálati médiumokat és az önkormányzatokat, hogy méltóképpen emlékezzenek a Szovjetunióba hurcoltakról.

## Megemlékezések
2012-ben a Magyarországi Németek Pécs-Baranyai Nemzetiségi Köre Pécsett szervezett egy három napos rendezvényt, melynek emlékkonferenciáján magyarországi, határon túli és orosz előadók szólaltak fel, amit kerekasztal-beszélgetések és filmvetítés, majd német nyelvű szentmise követett.
2013-ban Budapest V. kerületében, a Honvéd téri Gulag-emlékműnél tartottak megemlékezést. A rendezvényen beszédet mondott Balatoni Monika államtitkár és Kun Miklós történész.
A 2014-es fővárosi rendezvényen Varga Mihály miniszter arra emlékeztetett, hogy sokkal több magyart halt meg a Szovjetunió lágereiben, mint a második világháború harcterein. Menczer Erzsébet felhívta a figyelmet arra, hogy „nemcsak a náci és fasiszta diktatúra volt népelnyomó, kegyetlen, az embereket eszközzé lealacsonyító, hanem a kommunista is”.
2014-es emléknapon emlékművet avattak a négyezer szerencsi és a több százezer többi magyar áldozat tiszteletére a szerencsi vasútállomásnál, a bevagonírozás helyszínén. Az ünnepségen Latorcai Csaba kiemelt társadalmi ügyekért felelős helyettes államtitkár bejelentette, hogy a kormány a 2015-ös évet a Szovjetunióba hurcolt politikai foglyok és kényszermunkások emlékévének nyilvánítja.
2015-ben a budapesti Nyugati téren „Befagyasztott emlékezet” címmel rendeztek megemlékezést. Az áldozatoknak emléket állító jégszobor tulajdonképpen egy több méter magas jégfal, melybe rabláncot fagyasztottak. A jég a Gulag embertelen körülményeire és az emlékezés tilalmára, a fal és a lánc a bezártságra, a rabságra utal. A rendhagyó installációt egy arcképcsarnok egészíti ki, mely kétoldalas, forgatható grafikai felületeken mutatja be öt Gulag-túlélő  (Hartmanné Nagy Klára Róza, Fekete Iván, Galgóczy Árpád, Miklósi Károly és Koós Ottó) portréját és visszaemlékezését, valamint történelmi összefoglalót is tartalmaz.